# Малевіебамані
Малевіебамані (д/н — 435 до н. е.) — цар Куша в 463–435 роках до н. е.

## Життєпис
Старший син царя Насахми та Сака'айє. Посів трон близько 463 року до н. е. Прийняв тронне ім'я Хеперкара (Ра — це той, чий Ka є відозвою). 
460 року до н. е. підтримав повстання єгиптян на чолші із Інаром проти Перської імперії Ахемендів. Надавав повсталим підтримку до 454 року до н. е., коли повстання було придушено. Близько 450 року до н. е. Єгипет відвідав давньогрецький історик Геродот, що склав перші відомості про ефіопів, під якими розуміли кушитів.
Друга частина панування маловідома. Втім на думку дослідників Куш в цей час зберігав внутрішній спокій, а перси, незважаючи на постійну підтримку повстань єгиптян, не наважилися атакувати царство.
Помер Малевіебамані близько 435 року. Поховано в піраміді № 11 в Нурі. Йому спадкував брат Талахамані.

## Родина
Дружина — Ахасані
Діти:
- Аманінетейєріка, цар куша в 431—405 роках до н. е.
- Баскакерен, цар куша в 405—404 роках до н. е.
- Герінутаракамані